# Taraxia heterantha
Taraxia heterantha là một loài thực vật có hoa trong họ Anh thảo chiều. Loài này được (Nutt.) Small miêu tả khoa học đầu tiên năm 1896.